# Houéville
Houéville är en kommun i departementet Vosges i regionen Grand Est (tidigare regionen Lorraine) i nordöstra Frankrike. Kommunen ligger i kantonen Neufchâteau som tillhör arrondissementet Neufchâteau. År 2022 hade Houéville 43 invånare.

## Befolkningsutveckling
Antalet invånare i kommunen Houéville
| Referens: INSEE |